# Gáspár Károlyi
Gáspár Károlyi, ou dans l'usage protestant : Károli, né vers 1530 à Nagykároly et mort le 31 décembre 1592 à Gönc, est un pasteur calviniste hongrois. Il est une figure majeure de l'Église réformée de Hongrie, et a édité la Bible de Vizsoly.

## Biographie
Il est né à Nagykároly (aujourd'hui Carei) vers 1530 sous le nom de Gáspár Radicsics. Károlyi était probablement d'origine serbe et ses parents auraient pu fuir le nord du Délvidék en raison du danger que représentait à l'époque l'Empire ottoman.